# 比屋根彰人
比屋根 彰人（ひやね あきひと、1999年8月25日 - ）は、沖縄県糸満市出身の元プロ野球選手（内野手）。右投右打。プロでは育成選手であった。

## 経歴

### プロ入り前
糸満市立兼城小学校では軟式野球の兼城パイレーツに所属し、6年生時には主将として王貞治杯九州学童軟式野球大会に出場。潮平中学校時代は豊見城ボーイズに所属し、3年生時には4番としてホークスカップに出場した。
飛龍高等学校では1年秋からベンチ入りし、投手兼外野手として試合に出場。3年時は4番投手兼三塁手を務めたが、甲子園出場はなかった。高校通算36本塁打。
2017年10月26日に行われたドラフト会議で、オリックス・バファローズから育成3位指名を受け、11月22日に年俸250万円で仮契約を結んだ。背番号は129。
2020年11月4日、戦力外通告。引退しオリックスのブルペン捕手に転向した。

## 選手としての特徴
高校時代に投手としては最速143km/h、打者としては高校通算36本塁打を記録したが、プロでは内野手として指名された。目標とする選手として中田翔を挙げている。

## 詳細情報

### 年度別打撃成績
- 一軍公式戦出場なし

### 背番号
- 129（2018年 - 2020年）
- 105（2021年 - ）